# Miniera di Mponeng
Mponeng è una miniera d'oro sotterranea situata in Sudafrica nella provincia di Gauteng. È una delle più grandi miniere d'oro del mondo che produce 18,5 tonnellate di oro all'anno. 
Mponeng è la quarta miniera d'oro più grande del Sudafrica, dietro a Driefontein, che produce 35,7 tonnellate di oro all'anno e Kloof, che estrae da 28 a 29 tonnellate di oro all'anno, entrambe di proprietà di Gold Fields. La terza miniera d'oro in Sudafrica, Noligwa, appartiene all'Anglo American.
Nel settembre del 2020 la miniera è stata acquistata dalla società sudafricana Harmony Gold, precedente proprietaria era la società sudafricana AngloGold Ashanti.
Con una profondità di oltre 4 chilometri, la miniera è presentata come la più profonda del mondo. Le rocce raggiungono la temperatura di 66°C e, per raffreddare l'aria, nelle gallerie viene pompata sottoterra una miscela di acqua e cristalli di ghiaccio.